# Шума (село)
Вижте пояснителната страница за други значения на Шума.
Шума е село в Западна България. То се намира в Община Годеч, Софийска област.

## География
Намира се в полите на Западна Стара планина, на 4 km от общинския център Годеч и на 45 km от столицата София. Природата е красива. По-големи височини са Градище (1049 м) - на билото на Чепън, около 4 км ЮЮЗ от центъра на селото, Калето (952 м) – на около 2 км ЮЮИ от центъра на селото, Шилни връх (1169 м) на около 4 км северно от центъра на селото и Вуканица (1036 м) – на около 4 км ССЗ от центъра на селото.
Шума се състои от четири основни махали – Село, Странье, Вакарел и Рекето.

## Култура
Вестник „Българска армия“.
Има проект всяка година на Архангелова задушница (мъжка задушница) да бъде възстановено честването пред паметника на загиналите в трите войни за национално освобождение и обединение – Първата балканска война, Междусъюническата и Първата световна война. Това мероприятие все още е в перспектива, защото предстои паметникът да бъде реставриран с помощта на Министерството на отбраната.
В балканските войни от 1912 г. и 1913 г. от с. Шума са загинали седемнадесет военнослужещи, но само четрима са от куршуми, останалите от рани и болести. Данните са от регистъра на загинали военнослужещи в Балканските войни.